# 弗雷迪·格雷之死
弗雷迪·格雷（英語：Freddie Gray，1989年8月16日－2015年4月19日），非裔美国人，因私藏弹簧刀被巴尔的摩警察局拘留，在押送期间，格雷因脊髓和喉头受伤陷入昏迷，被送往创伤中心接受救治，最终于2015年4月19日不治身亡。
受伤的情况目前尚未明确，目击者认为，警方在逮捕格雷时动用了不必要的武力，但涉事警员否认该说法。2015年4月21日，为了调查该事件，六名巴尔的摩警察被带薪停职。局长安东尼·巴茨（Anthony Batts）表示警方未给格雷提供及时的医疗救助，也没有在前往警察局时将格雷扣紧——医学调查报告表明格雷在运输过程中曾遭到伤害。
2015年5月1日，巴尔的摩州检察官收到法医报告，裁定格雷的死系他杀。检察官表示，逮捕格雷是非法的，因为所谓的弹簧刀是合乎法定大小的小刀。检察官称他们有可能向六名涉事警察提出刑事指控。一名警察被控极端轻率二级谋杀罪，其他警察被控以误杀或非法逮捕等罪行。
受到2014年迈克尔·布朗枪击案的影响，格雷的死引发了一系列持续中的抗议和骚乱。2015年4月25日，巴尔的摩市中心的一场大型抗议演变成暴动，造成34人被捕，15名警察受伤。在格雷葬礼举行的4月27日，骚乱升级，当地企业和一家CVS药店遭到掠夺并被烧毁，州长拉里·霍根（Larry Hogan）宣布进入紧急状态，马里兰州国民警卫队前往戒备。

## 背景
弗雷迪·格雷是葛洛莉亚·达登（Gloria Darden）的儿子，当年25岁。他有两个孪生姐妹弗雷德瑞卡（Fredericka）和卡萝莱纳（Carolina）。去世时，格雷住在她姐姐在吉利摩尔·霍莫斯（Gilmor Homes）社区的家中。格雷身高5英尺8英寸（1.73），体重145英磅（66），有轻罪和毒品罪行前科。他在马里兰州一共被捕22次，原因主要是持有和分销分发毒品。格雷曾涉及20件刑事法庭案件，其中有5件在他死亡时仍然有效。

## 被捕和遇害

格雷被捕时间轴

2015年4月12日，警方在巴尔的摩高度贫穷、高利贷、毒品交易和暴力犯罪盛行的吉摩尔之家住宅项目（Gilmor Homes）附近的街道上碰到格雷。根据巴尔的摩警察局提供的报告，上午8点39分，警方“眼神接触”了格雷，“意外注意到警察”的格雷慌忙逃跑，被追上去的警察不用武力抓获。逮捕期间，警察表示从格雷“前方的右侧口袋搜到一把藏匿的弹簧刀。收缴了小刀的警察发现弹簧使得小刀能单手使用。”警察加勒特·米勒（Garrett Miller）以格雷违法19 59 22法令为由正式指控被告“在巴尔的摩市範圍內非法携带、持有和出售一把带有自动弹簧或其他刀片开关装置、通常被稱為弹簧刀的小刀”。调查发现這個指控不正確，因为那把刀只是可以折合，而可折合的刀是合法的。
两名路人录下了格雷被拖进警方面包车的视频，片段中的格雷表示出疼痛状，被警官拖进警车。认识的格雷的一名旁观者表示，警察将格雷“摁住”——一名警察将格雷的腿弯向背后，另一名则把格雷的脖子摁向膝盖处。，后来大部分证人同时认为格雷“不能走路”，“不能挪步子”，“他的腿受伤了，大家都看到了他被拖拽的情景。”另一名目击者告诉《巴尔的摩太阳报》，声称自己看到格雷被棍棒殴打。
根据警方时间表，格雷遭拘捕后有11分钟呆在运输车里，30分钟后被传唤的医护人员把他送往医院。面包车曾停下来四次。上午8点46分，警方认为格雷“怒火中烧”，就把他卸下，给他戴脚镣。后来的停车被一名私人保安的相机记录下来，显示出面包车在一家杂货店处。上午8点59分，第二名犯人被带上车子，此事警方正检查格雷的身体状况。在警方报告中，米勒表示“车子行至西区期间，曾对被告人实施急救，并立即前往创伤中心。昏迷中的格雷最终被带到马里兰州大学R·亚当斯·考利创伤休克中心（University of Maryland R Adams Cowley Shock Trauma Center）。
媒体表示警方的粗鲁驾驶、戴着手铐的囚徒在驾驶得不稳定的车子里没有戴安全带，可能是格雷受伤的因素。
接下来的一周中，格雷家的律师表示格雷抢救过来但仍处于昏迷状态，至少心跳呼吸骤停一次，需要进行漫长的手术治疗以竭力挽救生命。家人们表示，格雷脖颈处的脊椎被切断80%，三个椎体和喉头受伤。警方证实，脊髓损伤导致了格雷的死亡。律师同时质疑对格雷曾藏有弹簧刀的证言，表示刀子实际上是“法定大小的随身小折刀。”2015年4月19日，被捕一个星期后，格雷不治身亡。

### 调查
巴尔的摩警察局不停薪暂停了六名涉事警察的职务以调查格雷的死。这六名警察分别为中尉布莱恩·赖斯（Brian Rice，从警18年），41岁、中士艾莉西亚·怀特（Alicia White，从警5年），30岁、警官威廉·波特（William Porter，从警5年），25岁、警官加勒特·米勒（Garrett Miller，从警3年），26岁、警官爱德华·尼禄（Edward Nero，从警3年），29岁和警官凯撒·古德森（Caesar Goodson，从警16年），45岁。警察局长安东尼·巴茨2015年4月24日表示，“我们知道我们的警察雇员多次没有将他及时送医。”他也承认，警方将格雷带上面包车前往警察局时没能将他锁紧。美国司法部亦开始案件的调查。
2015年4月30日，曾录下格雷被捕过程的证人凯文·摩尔（Kevin Moore）在枪口胁迫下被警方以“骚扰和恐吓罪”逮捕。摩尔表示，他已跟警方合作，把格雷被捕的视频交出以作调查。他声称虽说是在协助调查，他的照片却被警方公开以作进一步调查。他后来获释，但和摩尔一同被捕的两个证人仍然在押。当天，法医表示格雷撞进面包车引起持续的伤害。“显然他的脖子被弄断，头部的持续伤痕与面包车后部的螺栓相吻合。

### 控告
2015年5月1日，巴尔的摩检察官办公室裁定弗雷迪·格雷系他杀致死，有可能向六名涉事警察提出刑事指控。巴尔的摩州律师玛丽莲·莫斯（Marilyn Mosby）表示，巴尔的摩警方采用非法行动，而“（弗雷迪·格雷）犯罪”。莫斯说，格雷“被戴上手铐和脚镣时颈部遭受关键受伤，在警方车辆内行为奔放。”莫斯表示，警方“未能给出逮捕格雷先生的原因，因为他没有犯罪。”莫斯指控警方非法禁锢罪，因为隔离携带的小刀属合法尺寸，并不是警方所声称的格雷被捕时持有的弹簧刀。六名警察被拘留在巴尔的摩中央惩处与人事中心（Baltimore Central Booking and Intake Center）。
三名警察面临着过失杀人指控，一人被控极端轻率二级谋杀罪。谋杀指控至少可能被判处30年监禁，误杀和殴打罪行的最高刑罚可达10年监禁。所有六名警察遭惩处的同一日被保释。两名警察以25万美元保释，其他四名的保释金为35万美元。
市长斯蒂芬妮·罗林斯-布莱克（Stephanie Rawlings-Blake）表示，巴尔的摩警察局不会给有暴力倾向和种族主义的警方有立身之地。警方工会分会会长吉恩·瑞安（Gene Ryan）表示，尽管局面悲惨，但“没有涉事警方能为格雷先生的死负责。”

### 各界反应

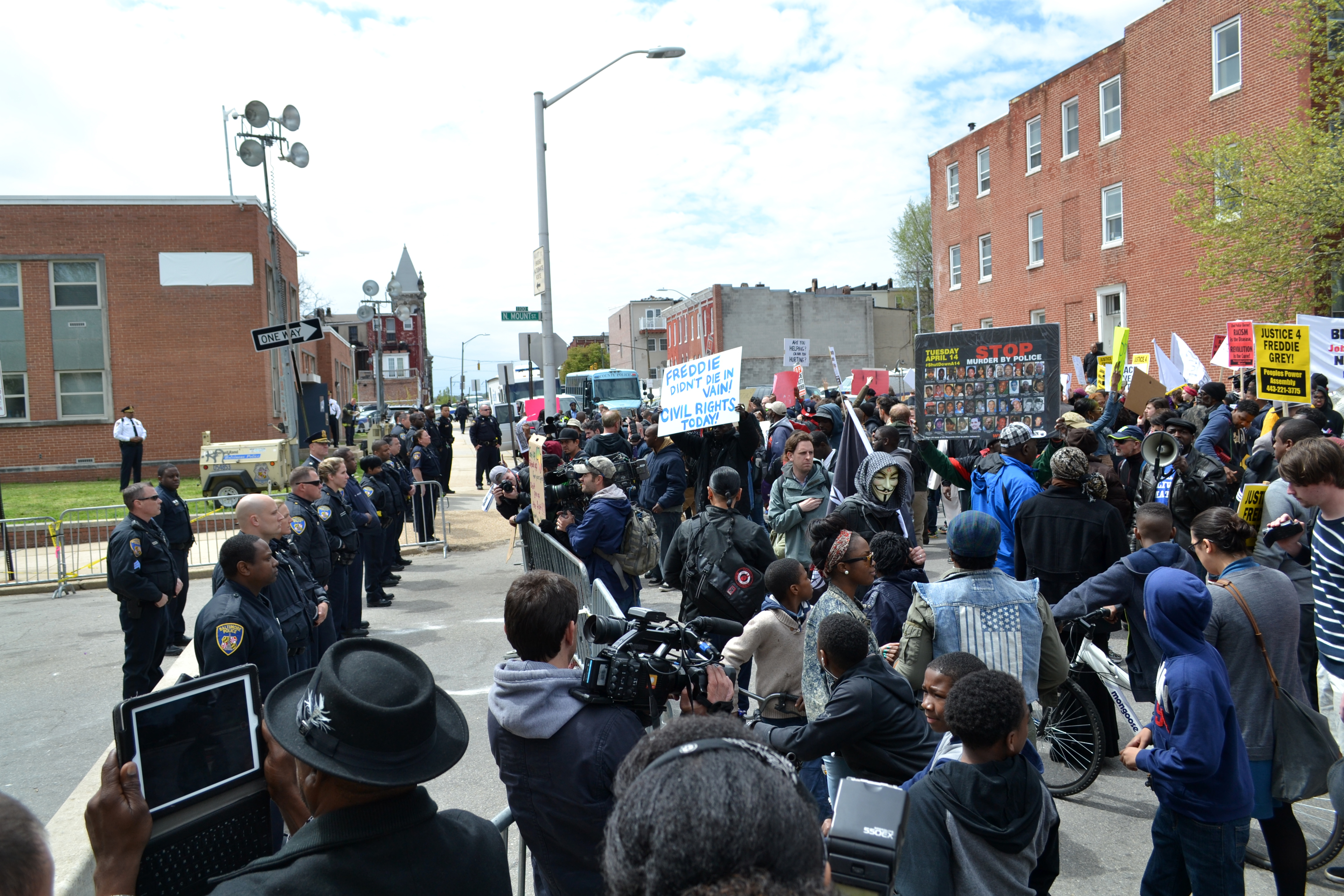
抗议者4月25日聚集在格雷被捕地点附近的警察局

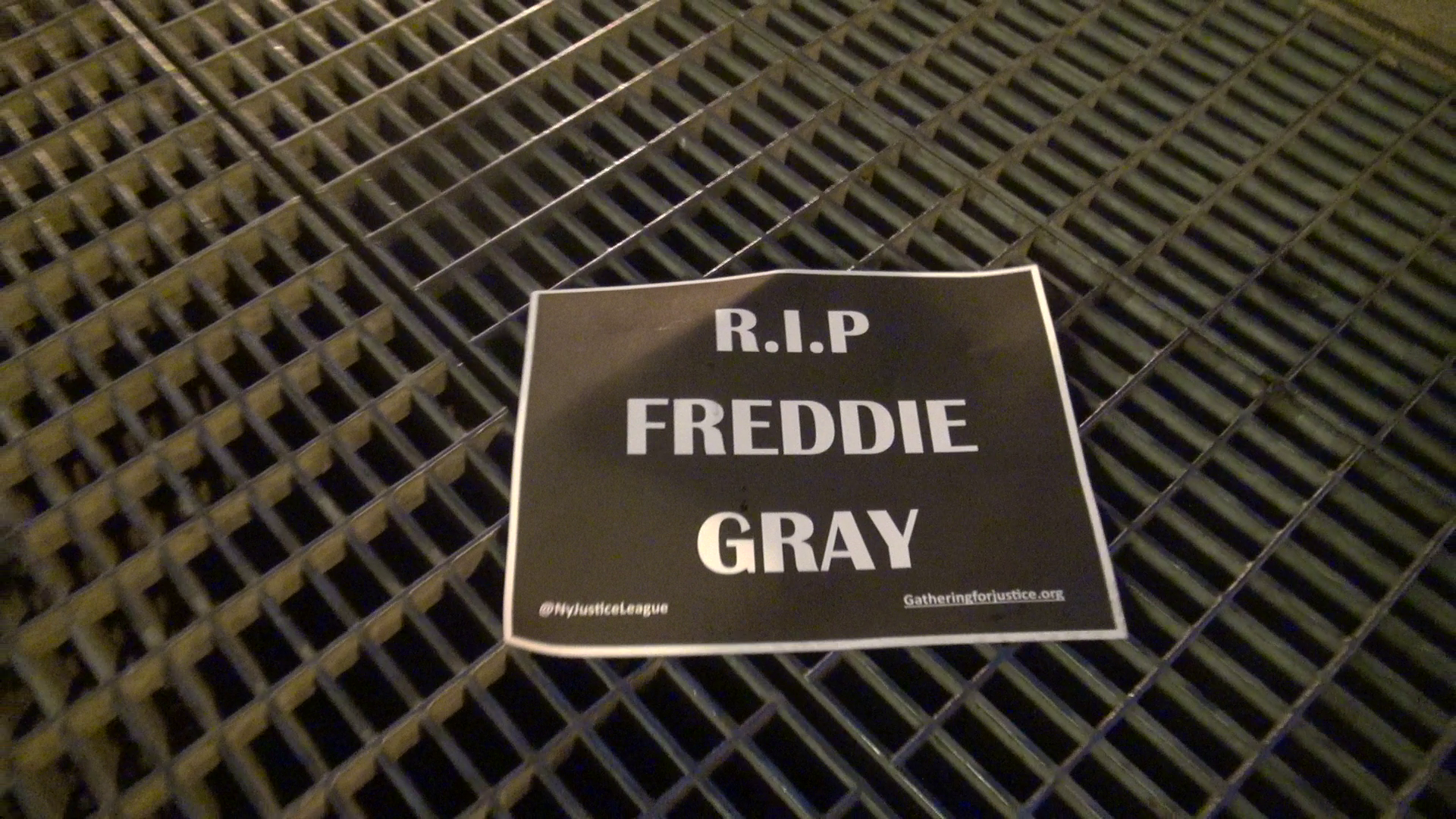
散落在纽约的抗议传单

公众对格雷之死的反应，与2014年迈克尔·布朗枪击案相似，美国警察动用武力，尤其是向非裔美国人成为争议的焦点。截至2015年4月30日，全国范围内有22场示威直接回应格雷的死亡，或声援巴尔的摩。
2015年4月18日，数百人参与了在巴尔的摩警察局门外的抗议。2015年4月21日，据路透社报道，“数百名示威者聚集在巴尔的摩”，和平抗议格雷的死亡。次日，美国警察同业会（Fraternal Order of Police）地区主席吉恩·瑞恩（Gene Ryan）向格雷的家人表达同情，但批评“示威指桑骂槐”，认为“电视上的画面和声音很像是暴民传出的。”格雷家的律师威廉·墨菲（William Murphy）要求吉恩“立即道歉并收回言论。”瑞恩在两天后为他的言论辩解，承认措辞很下流。《纽约时报》评论员查尔斯·布鲁（Charles M.Blow）提到了他几年前写的一篇专栏，表示抗议比滥用私刑更为极端，因为抗议贬低了美国私刑的历史意义，挑起种族间的紧张关系。
2015年4月25日，巴尔的摩市中心爆发抗议活动，示威者投掷石块和纵火让示威升级为暴动。至少34人被捕，15名警察受伤。4月27日格雷的葬礼结束后，出现骚乱和抢劫，两名巡逻车被毁，15名警察据报受伤。示威者抢劫并烧毁了巴尔的摩市中心的一家CVS药店。
为应对骚乱，马里兰州警方调遣82名警察保护城市。原定举行的巴尔的摩金莺队对阵芝加哥白袜队的三連戰因骚乱，第一場不開放觀眾入場，為MLB史上首次關門比賽，後二場被推迟，且在之後約一個月期間，巴尔的摩金莺的主場賽事都在對手球場舉行。马里兰州州长拉里·霍根宣布进入紧急状态，出动国民警卫队。霍根还要求巴尔的摩500名当班，并从其他州份另外抽调5000名警察。
市长在新闻发布会上宣布晚上10点至凌晨5点全市范围内实行宵禁。，学校旅行被取消至五月中旬，4月28日关闭全市学校。此外，市中心的马里兰州大学校区和Mondawmin超市提前关闭。
美国多个城市也爆发抗议。2015年4月29日，143名纽约人在联合广场因堵塞交通和拒绝离场而被捕。同日，近500名抗议者聚集在华盛顿特区白宫门外。在丹佛，有11名示威者因与警方有肢体冲突而被捕。芝加哥、费城、明尼阿波利斯和波特兰也有针对格雷死亡的抗议。